# Universidad Popular de la Chontalpa
La Universidad Popular de la Chontalpa, también conocida por su acrónimo de UPCH, es una universidad pública mexicana con sede en Cárdenas, Tabasco. Fue creada el 24 de agosto de 1995, por el cabildo del ayuntamiento municipal, por ese entonces el presidente Hector Muñoz Ramírez, siendo así la primera universidad municipal del país. El 7 de noviembre de 1998 logra la obtención del registro oficial como institución del nivel superior.
Actualmente, el M.D.P. José Luis de la Cruz Córdova es el rector de esta casa de estudios.
También cuenta con un Foro Oficial en donde los estudiantes, egresados y docentes pueden compartir sus opiniones y contribuir con sus experiencias a la comunidad universitaria

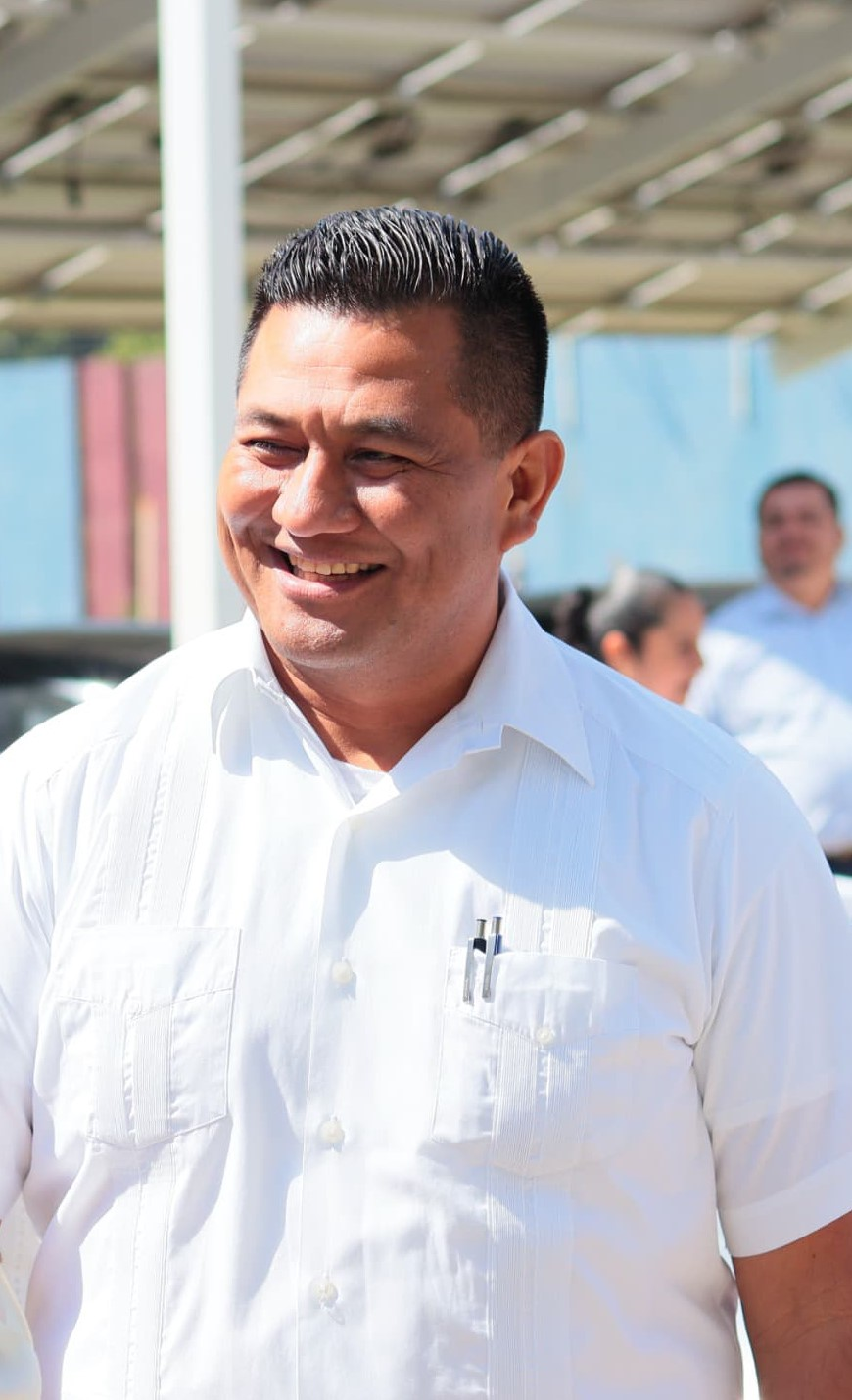
M.D.P. José Luis de la Cruz Córdova, Rector actual de la Universidad Popular de la Chontalpa (UPCH).

## Origen de la UPCH
La gestión de la Universidad Popular de la Chontalpa fue una proeza del movimiento democrático en Tabasco, que unido de brazo a brazo con el reclamo de miles de ciudadanos lograron sentar las bases de lo que fue la primera institución de educación superior de origen municipal, instaurada en el país y en Latinoamérica.
Su creación sustentada en el artículo 115 de la Ley del municipio libre fue para incluir en la educación a toda clase marginada ya que la situación del estado en aquellos tiempos, era difícil por la falta de recursos. Lo que se destaca de esta universidad es principalmente la inclusión de todos los individuos dejando atrás sus ideologías políticas, religiosas y de raza, solo ganas de transformar su conciencia, inteligencia y sus principios morales.
Aunque este proyecto educativo comenzó a delinearse en 1994, fue el 24 de agosto de 1995 cuando a través de un acta del cabildo del ayuntamiento municipal, por ese entonces el presidente Héctor Muñoz Ramírez se hizo oficial su creación, casi de inmediato y a pesar de contar con recursos limitados dio inicio con una gran expectativa.
En medio de un clima adverso generado por el gobierno del estado fue necesario la movilización de la sociedad y estudiantes para obtener el registro oficial de la UPCH mismo que se logró mediante el decreto 112 publicado en el diario oficial del estado de Tabasco el 7 de noviembre de 1998, a partir de esta fecha empieza una nueva administración. Así mismo se realizó un análisis en los planes y programas de estudios ya existentes para ver si se cumplía con las expectativas y cubrían las necesidades de una institución de nivel superior que satisficiera las necesidades sociales en donde estaba inmersa.
Una de las cuestiones básicas por las que se crea la universidad es porque la Universidad Juárez Autónoma de Tabasco, UJAT, había estado presentando problemas de sobre cupo y el crecimiento poblacional de demanda de la educación se había estado saturando, En agosto se entregaron las fichas y en septiembre comenzó la primera generación de esta universidad.
Las primeras clases de la naciente Universidad Popular de la Chontalpa se impartieron en diversas sedes de la cabecera municipal de Cárdenas, fungiendo en la antigua casa de la cultura como la RECTORÍA desde donde despachaba el primer encargado de esa casa de estudios el maestro ROGELIO EDUARDO BARRIGA DÍAZ. Una vez alcanzado el registro hubo avances como la adquisición de las 20 hectáreas que actualmente ocupa el campus y la ampliación de la infraestructura universitaria.
Ingeniero Jerónimo.
UNIVERSIDAD DEL PUEBLO Y PARA EL PUEBLO.

## Oferta educativa
La UPCH ofrece pregrados de distinta índole acorde al área laboral del estado, impartiendo así:
- 7 ingenierías
- 7 licenciaturas

Sumando un total de 14 carreras en modalidad escolarizada o semiescolarizada.
Los pregrados que imparte el campus son los siguientes:
Ingenierías
- Ingeniería en Tecnologías de la Información
- Ingeniería en Geología
- Ingeniería en Agronomía
- Ingeniería Civil
- Ingeniería Química Petrolera
- Ingeniería Eléctrica y Mecánica
- Ingeniería en Zootecnia

Licenciaturas
- Licenciatura en Derecho
- Licenciatura en Comercio y Finanzas Internacionales
- Licenciatura en Ciencia Política y Administración Pública
- Licenciatura en Psicología
- Licenciatura en Químico Farmacéutico Biólogo
- Licenciatura en Mercadotecnia
- Licenciatura en Turismo Alternativo

La universidad también cuenta con estudios de posgrado, siendo así 6 maestrías, un doctorado y una especialidad: 
- Especialidad en Geología.
- Maestría en Administración con Enfoque en comercialización.
- Maestría en Educación con Orientación en Docencia.
- Maestría en Estrategias Para el Desarrollo Regional Sustentable.
- Maestría en Gestión Política.
- Maestría en Psicología Laboral.
- Maestría en Turismo de Naturaleza.
- Doctorado en Educación

La Universidad Popular de la Chontalpa, UPCh, implementa planes de estudio por competencias con criterios de flexibilidad, actualmente esta colocada como la segunda institución de educación superior en importancia en el estado de Tabasco de acuerdo á su matrícula escolar.

## CADI (centro de aprendizaje de idiomas)
Es una división en donde los estudiantes tienen la oportunidad de poder aprender y especializarse en alguno de los cuatro idiomas que este centro imparte.Cuenta con profesores altamente calificados y un programa de intercambio internacional. 
Los idiomas impartidos son: 
- Inglés

- Francés

- Italiano

- Chontal.

## Opciones de titulación
- Tesis o Tesina
- Promedio
- Estudios de Posgrado
- Diplomado
- Trabajo Práctico
- Curso de Actualización Profesional
- Examen General de Conocimiento CENEVAL
- Monografías

## Más datos
Tipo de universidad: Pública
Eslogan: Universidad del Pueblo y para el Pueblo
Rector actual:  M.D.P. José Luis de la Cruz Córdova
Fecha de fundación: 24 de agosto de 1995
Fecha de registro: 7 de noviembre de 1998
Dirección: km 2 S/N, Carretera Federal Cárdenas-Huimanguillo.
Ciudad: Heroica Cárdenas
Municipio: Cárdenas
Teléfono: (937) 372-7050  
Lada sin costo: 01 800 728 8724